# 家用游戏机入华
家用游戏机入华，指2014年上海自贸区下發条例，解除2000年公布的游戏机销售与制造禁令，允许家用游戏机在中国大陆地区销售。也代指家用游戏机在中国大陆使用情况的历史变革。

## 背景

### 禁令颁布前
在禁令颁布之前，中国大陆有少量正版家用游戏机在市场流通。世嘉曾经在中国大陆设立工厂生产面向香港销售的Mega Drive游戏机。该机的销售对象并不是中国大陆的玩家，然而由于中国大陆和香港采用的电视制式均为PAL－D，所以有极少数游戏爱好者设法购买到了该游戏机。亦有游戏厅设法批量购进此种游戏机用于营业。
1997年7月3日在中国大陆发行的世嘉土星游戏机是第一个被官方正式引进中国大陆的游戏机。由于当时中国尚未加入世界贸易组织，存在较高的关税壁垒，正版主机在中国的售价居然比美国、日本等消费水平较高的国家更为昂贵。高昂的售价使得世嘉土星未能走入大多数中国家庭。只有游戏厅批量购进该主机用于营业。
2000年5月9日，《光明日报》上发表了题为《电脑游戏 瞄准孩子的“电子海洛因”》的文章。
中华人民共和国文化部等部门在2000年下发《关于开展电子游戏经营场所专项治理的意见》禁止面向国内的电子游戏设备及其零、附件生产、销售。

### 解禁前
禁令的颁布使得电子游戏厅在中国大陆几乎绝迹，但禁令的执行并不彻底。中国大陆依然流行大量名为学习机的仿制FC游戏机的产品，如小霸王、小天才学习机等。此类产品质量良莠不齐，大部分只带有英汉词典功能而不具备编程教学功能，部分学习机甚至连键盘都没有，实质就是家用游戏机。
2003年11月17日，任天堂与神游科技联手开发的神游机在中国大陆上市。该机的硬件规格与Nintendo 64完全相同。2006年停止销售。
2003年11月28日，索尼在北京举行发布会，宣布旗下PlayStation 2以“电脑娱乐系统”的名义在中国大陆上市。会后，索尼立刻接到了文化部的“游戏机禁止在大陆销售和广告宣传”警告。索尼中国的高层亲自飞往北京，和政府官员紧急磋商。最终在2004年1月1日，索尼得到在中国大陆销售PS2的许可，但被禁止进行广告宣传。索尼为中国大陆量身定制专用机型SCPH-50009。该机型采取了极其严格的锁区设置。一切未经文化部批准在中国上市的PS2游戏都无法在这台主机运行。2005年，国行PS2停售。2006年夏，索尼关闭中国PS部门。
在禁令执行期间，仍有被称为“水貨”的家用游戏机和少量正版主机在中国大陆流行，连中国中央电视台体育频道都在直播中使用Xbox 360游玩过实况足球X。这些“水货”多为被破解的游戏机，所运行的也多为盗版游戏。

## 解禁后
- 2014年4月10日，上海市人民政府办公厅关于印发市文广影视局等五部门制订的《中国（上海）自由贸易试验区文化市场开放项目实施细则》的通知
- 2016年6月25日，国务院关于宣布失效一批国务院文件的决定 (2016年)

### Xbox
14年后，上海自贸区条例的下發使得游戏机得以进入大陆市场销售，Xbox One是中国内地游戏机解封后首款被官方引进的产品。微軟公司原計劃從2014年9月23日開始在中华人民共和国发售Xbox One。但在2014年9月20日，微軟发布消息称，「为了确保中国玩家能够尽享Xbox One最佳的精彩游戏与娱乐体验，我们可能还需一些时间做最终准备」，並將发售时间推遲到2014年末。2014年9月23日 ，百视通和微软联合宣布，Xbox One 国行版将于9月29日正式发售。
Xbox One在中国上市后采取了严格的锁区、锁服策略，所有国行游戏机只能运行在中国过审上市的国行游戏光盘，无法登录外服；且国行游戏机售价比港行、日行、美行游戏机售价都要昂贵；部分在国行机上发行的游戏没有汉化，只有英文；国行Xbox One无法从应用商店安装视频APP（包括中国大陆视频网站的APP）等限制引发玩家不满。购买了Xbox One国行游戏机的玩家被称为“国行勇士”。
在微软发现索尼的PlayStation 4在中国采取不锁区策略后，也取消了锁区，但依然对国行机进行锁服。部分Xbox One游戏在光盘安装后必须联机获取“首日补丁”后才能运行，锁服又使得这些游戏无法获得首日补丁。实际上等同于并未解除锁区。
2015年，微软推出向下兼容Xbox 360和Xbox Play Anywhere服务后，中国大陆玩家发现国行Xbox One无法享受到这两种服务，再度引起玩家抗议。国行游戏机玩家甚至以“国行烈士”自称，认为微软歧视中国大陆游戏玩家。2017年网络流传出解除锁服的后门，2020年5月15日国行Xbox One系统更新至2493版本后此方法失效。

### PlayStation
2014年，索尼宣布与上海东方明珠集团合作，把PlayStation 4游戏主机引入中國大陆市场。
由于在发行前遭到举报，中国大陆版PlayStation 4与PlayStation Vita推迟至2015年3月20日发售。国行PlayStation采取了不锁区、锁服（并未严格执行）的策略。国行发售后可使用备份功能实现登录外服。而2018年网络流传出格式化后用手柄进行特定操作即可解除锁服的方法，2020年5月27日国行PS4系统更新至7.51版本后此方法失效。
2020年5月10日，PlayStation中国微博宣布PlayStation中国商店因“系统安全升级原因”暂停服务，但恢复时间未定。业界人士认为索尼此举或是受到此前上海市出台的未成年防沉迷规定，要求所有游戏严格落实实名制有关。
2020年5月30日，根据用户收到的发自索尼互动娱乐（上海）邮件通知显示，PlayStation 中国商店将从5月30日起恢复服务。对于服务暂停期间对用户造成的不便，2020年5月10日为PlayStation Plus会员的付费用户，将会获得一个月个月的Plus会籍，6月上旬开始逐步发放。

### 任天堂

#### Nintendo Switch
北京时间2019年4月18日，据《华尔街日报》报道，任天堂新闻发言人已经向媒体确认，Nintendo Switch即将进入中国市场，并正在向中国政府提交发售国行 Nintendo Switch 的审核。这位新闻发言人还确认，与任天堂在中国合作的正是腾讯。
由腾讯代理的Nintendo Switch 最终于2019年12月10日在国内正式开售，售价2099元，预装《新超级马里欧兄弟U》体验版。一同发售的还有包含专业手柄在内的多种国行配件。随国行Nintendo Switch发售的首款游戏为《新超级马里欧兄弟U》，售价299元，可通过微信支付在e商店内购买。
国行Nintendo Switch的使用条款极为严格，包括仅能使用微信登录账号及付款、海外版游戏无法联网、系统仅有简体中文、海外版主机无法运行国行游戏卡带等。购买了国行Nintendo Switch的玩家因此被称为“国行勇士”、“国行烈士”。

#### Nintendo Switch Lite
北京时间2019年11月1日，广东省文化和旅游厅发布了《2019年第三季度广东省游戏游艺设备内容审核通过机型机种目录》，文件中显示由腾讯科技代理的国行版Nintendo Switch Lite 机器已经过审，游戏机还附带了《新 超级马力欧兄弟U 豪华版（体验版）》。